# Paolo Gregoletto
Paolo Gregoletto, né le 14 septembre 1985 à Miami, Floride, est le bassiste du groupe Trivium aux côtés de Matt Heafy, Corey Beaulieu et Alex Bent.
Il joue avec des BC.Rich Warlock 5 cordes jusqu'à Silence in the Snow, puis change pour unes Warwick Corvette 5 cordes pour leur album The Sin and the Sentence